# Campo sportivo di Montegiardino
Il campo sportivo di Montegiardino Igor Crescentini è uno stadio calcistico della Repubblica di San Marino situato a Montegiardino, ha una lunghezza di 82 metri per una larghezza di 54.